# اهیگال دو لاس اسیتروس
اهیگال دو لاس اسیتروس (به اسپانیایی: Ahigal de los Aceiteros) یک شهرستان در اسپانیا است که در سالامانکا واقع شده‌است.